# Clannad
Clannad – irlandzki zespół muzyczny. Gra trudną do jednoznacznego określenia muzykę z pogranicza folku, new age’u, rocka, popu, muzyki celtyckiej.

## Historia
Nazwa Clannad pochodzi od irlandzkiego wyrażenia Clann as Dobhar, co znaczy „rodzina z Dobhar” (wym. 'dor'). Nazwę skrócono na potrzeby „marketingowe”.
Początki zespołu to historia umuzykalnionej rodziny Brennanów. Mieszkali w hrabstwie Donegal, w parafii Gaoth Dobhair (Gweedore). Leo Brennan, właściciel lokalnego pubu, miał dziewięcioro dzieci. Spośród nich trójka (Maire, Pol i Ciaran) w młodym wieku zaczęła śpiewać i grać w ojcowskim lokalu. W krótkim czasie przyłączyli się do nich wujowie Padraig i Noel Dugannowie, dokładając do brzmienia zespołu głównie tradycyjno-irlandzki akompaniament.
Pierwszy sukces zespołu przyszedł w 1970. Clannad wygrał wtedy festiwal folkowy Letterkenny Folk Festival, a jako główną nagrodę otrzymał możliwość nagrania własnej płyty. Ta weszła na rynek dopiero w roku 1973 (Clannad). W ten właśnie sposób zespół zadebiutował na rynku muzycznym. 
W 1980 roku do zespołu, początkowo jako artysta gościnny, dołączyła Enya Brennan. Utwory nagrane z jej udziałem znalazły się po raz pierwszy na albumie Crann Úll. Na kolejnej płycie (Fuaim, 1982) jest ona już pełnoprawnym członkiem zespołu. 
Pod koniec tego samego roku zespół otrzymał propozycję nagrania ścieżki dźwiękowej do irlandzkiego thrillera Harry's Game. Mimo iż cały tekst zaśpiewany został po irlandzku, utwór trafił na szczyty brytyjskich list przebojów. Owocem pracy zespołu była wydana w 1983 roku płyta Magical Ring. 
W 1984 zespół nagrał ścieżkę dźwiękową do brytyjskiego serialu Robin z Sherwood. Przedsięwzięcie to przyniosło im popularność, a serial stał się światowym przebojem. W tym okresie Clannad otrzymał m.in. nagrodę Ivor Novello oraz BAFTA (British Academy of Film and TV Arts). W 1985 roku ukazał się album Macalla. Przyjaźń pomiędzy Clannadem a innym irlandzkim zespołem – U2 – zaowocowała utworem „In a Lifetime” śpiewanym w duecie z Bono. Dwa lata później zespół nagrał w Los Angeles swoją kolejną płytę Sirius, w której nagraniu brali udział zaproszeni do współpracy miejscowi muzycy. W latach dziewięćdziesiątych zespół nagrywał kolejne płyty, jednak, jak sami mówili, potrzebowali od siebie też trochę odpocząć. Stąd każde z nich grało również w innych zespołach oraz wydawało solowe płyty. Jednak bilans tych 10 lat (do roku 1999) to pięć nowych albumów.
Clannad kilkakrotnie koncertował w Polsce, m.in. 20 lipca 2008 roku w Sopocie (w Operze Leśnej), 7 września 2008 roku w Sosnowcu (na festiwalu Euroszanty&Folk), 10 lutego 2013 w Warszawie w klubie Stodoła.
Zespół odwiedził Polskę ponownie w styczniu 2014 roku. Odbyły się cztery koncerty: 28 stycznia 2014, Zabrze, Dom Muzyki i Tańca, 29 stycznia 2014, Poznań, MTP – Sala Ziemi, 30 stycznia 2014, Warszawa, Klub Stodoła, 31 stycznia 2014, Warszawa, Klub Stodoła. 
9 sierpnia 2016 roku zmarł jeden z założycieli zespołu, Pádraig (Patrick) Duggan. 15 października 2022 zmarł kolejny członek zespołu, Noel Duggan.

## Skład
Obecnie Clannad gra w składzie:
- Moya Brennan – harfa, wokal
- Ciarán Brennan – instrumenty klawiszowe, gitara, kontrabas, wokal
- Pól Brennan – flety, gitara, instrumenty klawiszowe, wokal

## Dyskografia

### Albumy studyjne
- Clannad – 1973
- Clannad 2 – 1975
- Dúlamán – 1976
- Crann Úll – 1980
- Fuaim – 1982
- Magical Ring – 1983
- Legend – 1984
- Macalla – 1985
- Sirius – 1987
- Atlantic Realm – 1989
- The Angel and the Soldier Boy – 1989
- Anam – 1990
- Banba 1993
- Lore – 1996
- Landmarks – 1997
- Nádúr – 2013

### Albumy koncertowe
- Clannad in Concert – 1979
- Live in Concert – 2005
- Christ Church Cathedral – 2012
- Turas 1980 - 2018

### Albumy kompilacyjne
- Past Present – 1989
- The Collection – 1990
- Themes – 1994
- Rogha: The Best Of Clannad  – 1996
- An Díolaim – 1988
- A Magical Gathering: The Clannad Anthology – 2002
- The Best of: In a Lifetime – 2003
- Beginnings: The Best of the Early Years – 2008